# Kvinnheringen
Kvinnheringen ist eine norwegische Lokalzeitung, die in der Kommune Kvinnherad in der Fylke Vestland herausgegeben wird. Sie erscheint montags, mittwochs und freitags, in den Sommermonaten nur dienstags und freitags, in Nynorsk. Die Auflage erreichte im Jahr 2010 eine Höhe von 4458 Exemplaren.
Das Hauptbüro befindet sich in Husnes, zusätzlich gibt es lokale Büros in Sæbøvik auf Halsnøy und in Rosendal. Chefredakteur ist Tomas Bruvik.
Die erste Ausgabe der Kvinnheringen wurde am Mittwoch, dem 3. Januar 1973 herausgegeben. Herausgeber war Kristian Hus, Redakteur Torfinn Myklebust.
Am 1. September 1998 wurde die Zeitung von A-Press übernommen, dem zweitgrößten Medienkonzern Norwegens.
Kvinnheringen ist eine unabhängige und unpolitische Zeitung. Der Verkaufspreis pro Exemplar stieg von 7 Kronen (1997) auf 12 Kronen (2005).
Die in Rosendal erscheinende Zeitung Grenda steht in Konkurrenz zu Kvinnheringen mit dem Ziel einer Lokalzeitung für Kvinnherad.